# Linn Farrish
Linn Markley Farrish (3 de outubro de 1901 — 11 de setembro de 1944) foi um jogador de rugby union e agente de espionagem estadunidense, campeão olímpico.

## Carreira
Enquanto estudava geologia na Universidade Stanford, ele jogou pelo Stanford Cardinal no futebol americano e no rugby union. Ele integrou a equipe da Seleção dos Estados Unidos que conquistou a medalha de ouro nos Jogos Olímpicos de Verão de 1924 em Paris. Juntamente com outros medalhistas de ouro do rugby union, ele foi incluído no Hall da Fama do IRB em 2012.
Farrish foi membro do Escritório de Serviços Estratégicos (OSS) durante a Segunda Guerra Mundial. Enquanto atuava como oficial de ligação do OSS para os Partisans iugoslavos de Josip Broz Tito, como parte da Missão Maclean (Macmis), ele apresentou uma avaliação da resistência antinazista. Ele também estava supostamente servindo à inteligência soviética. Farrish é referenciado na seguinte descriptografia do projeto Venona: 1397 KGB Nova York para Moscou, 4 de outubro de 1944. Seu codinome na inteligência soviética, conforme decifrado no projeto Venona, era "Attila". Ele morreu em um acidente de aeronave nos Bálcãs em setembro de 1944.
O biógrafo Mark Ryan afirma que "o patriota Farrish nunca faria nada para prejudicar seus amados EUA". Fitzroy Maclean se referiu a ele jocosamente em suas memórias Eastern Approaches como "meu chefe de gabinete americano". Farrish também foi chamado de "Lawrence da Iugoslávia" (assim como William M. Jones).